# اچ‌ام‌اس آریادنه (اف۷۲)
اچ‌ام‌اس آریادنه (اف۷۲) (به انگلیسی: HMS Ariadne (F72)) یک کشتی بود. این کشتی در سال ۱۹۷۱ ساخته شد.